# دنيس فلوريس
دنيس فلوريس (بالإنجليزية: Dennis Flores)‏ (23 سبتمبر 1993 بباسادينا في الولايات المتحدة - ) هو لاعب كرة قدم أمريكي في مركز الوسط. شارك مع منتخب الولايات المتحدة تحت 23 سنة لكرة القدم. أما مع النوادي، فقد لعب مع كلوب ليون.

## وصلات خارجية
- دنيس فلوريس على موقع قاعدة بيانات كرة القدم.إي يو (الإنجليزية)
- دنيس فلوريس على موقع Soccerway.com (الإنجليزية)